# Bronislava Fominična Nižinskaja
Bronislava Fominična Nižinskaja (in russo  Бронислава Фоминична Нижинская?, nota in Francia con il nome di Bronislava Nijinska; Minsk, 8 gennaio 1891 – Los Angeles, 21 febbraio 1972) è stata una ballerina, coreografa e insegnante russa naturalizzata statunitense.

## Biografia
Nel 1908 si diploma presso la scuola del Balletto Imperiale russo, a San Pietroburgo, entrando subito a far parte del corpo di ballo del Teatro Mariinskij; l'anno seguente è già in Francia assieme al fratello Vaclav come ballerina dei Balletti russi di Djagilev. Il suo talento e la sua bravura vengono però per alcuni anni oscurati dalla maestria del fratello Vaclav, il quale però, dopo alcuni anni di attività è costretto a cedere il posto alla sorella a causa delle sue malattie mentali. I suoi primi ruoli di livello sono in Le carnaval su musiche di Robert Schumann (1910) e soprattutto in Petruška di Igor' Stravinskij (1911). A partire dal 1923, Bronislava diventa anche una coreografa di spicco, realizzando le coreografie per Les Noces di Stravinskij, Le train bleu di Darius Milhaud e Picasso (1924), e Les biches di Francis Poulenc (1924), tutti spettacoli dei Balletti russi. Il suo lavoro più conosciuto è però la coreografia del Bolero di Ravel (1928), per la troupe di Ida Rubinštejn.
Bronislava Nižinskaja creò a Kiev la scuola di danza classica "Scuola del Traffico". Fra i suoi primi allievi si contano Frederick Ashton e Serge Lifar.
A partire dalla metà degli anni trenta si trasferì negli Stati Uniti, dove collaborò anche con l'industria di Hollywood, realizzando i balletti per il film di Max Reinhardt "Sogno di una notte di mezza estate". Negli Stati Uniti sfruttò la sua celebrità per diventare insegnante di danza di star del cinema dell'epoca, come Cyd Charisse, o di future ballerine di spicco come Maria Tallchief. Organizzò in seguito un proprio corpo di ballo e fu coreografa fino alla metà degli anni sessanta.
Morì nel 1972 all'età di 81 anni a Pacific Palisades nei pressi di Los Angeles.

## Principali coreografie del periodo francese
- Renard, musiche di Igor' Stravinskij (1922)
- Les Noces, musiche di Igor' Stravinskij (1923)
- Le train bleu, musiche di Darius Milhaud (1924)
- Les biches, musiche di Francis Poulenc (1924)
- Les Fâcheux, musiche di Georges Auric (1924)
- Bolero, musiche di Maurice Ravel (1928)
- Le baiser de la fée, musiche di Igor' Stravinskij (1928)